# Twickenham Stoop Stadium
Twickenham Stoop Stadium, familiarmente The Stoop, è uno stadio inglese di rugby che si trova nel sobborgo londinese di Twickenham.
Sorge nelle immediate vicinanze del più noto stadio di Twickenham e fu inaugurato a fine 1963 come Twickenham Sports Stadium.
Si tratta dell'impianto interno degli Harlequins e fu informalmente noto come Stoop Memorial Ground in memoria di Adrian Stoop, noto giocatore e dirigente del club nonché internazionale per l'Inghilterra; nel 2005 tale intitolazione divenne ufficiale per mano dell'autorità pubblica che concesse l'impianto al club.
In ambito di club, l'impianto ha ospitato cinque finali di Challenge Cup e, a livello internazionale, fu sede della finale della Coppa del Mondo di rugby femminile 2010.
Lo stadio è capace di 14800 posti a sedere.

## Storia
L'impianto storico d'elezione dell'Harlequins era lo stadio di Twickenham, che lo stesso club inaugurò nel 1909; tuttavia l'intensificarsi degli appuntamenti internazionali rendeva sempre più difficile la coabitazione tra club e nazionale, per cui a inizio 1963 l'Harlequin FC acquistò un campo per gare d'atletica i cui lavori di adeguamento ammontarono a 104000 £.
Il 16 novembre successivo il nuovo stadio fu inaugurato con un incontro di veterani dell'Harlequin FC contro quelli di una squadra combinata London Scottish e Richmond, terminato in parità 5-5 con una meta trasformata per parte.
Benché già fin dall'inaugurazione il club avesse intitolato l'impianto alla memoria di Adrian Stoop (1883-1957), storico dirigente dell'Harlequin FC del quale fu giocatore fino all'età di 56 anni e, successivamente, manager e presidente, il consiglio del Middlesex (contea soppressa nel 1965 cui all'epoca faceva capo Twickenham) decretò che l'impianto dovesse chiamarsi Twickenham Sports Stadium; il nome di Stoop fu riservato solo alla club house e al piano alto del padiglione sulle tribune dello stadio.
Ciononostante, sia pure informalmente, il nome di Stoop Memorial Ground si fece strada tra la tifoseria e anche sulla stampa.

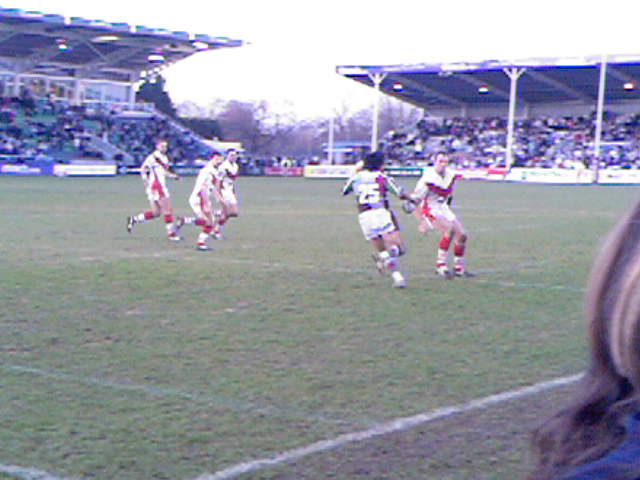
Un incontro di rugby league tra Harlequins XIII e St Helens, 2006

Per i successivi trent'anni lo stadio fu esclusivamente l'impianto interno degli Arlecchini, ma dopo l'introduzione del professionismo nel rugby union e la trasformazione societaria, il club si aprì al partenariato con il rugby league e ospitò nel 1995 alcuni incontri della squadra a XIII del London Broncos.
L'esperienza di coabitazione fu ripresa nel 1997, in tale occasione su base più continua, tanto che i Broncos proseguirono la loro permanenza anche nelle due stagioni successive; tuttavia controversie con la cittadinanza legate alla gestione dell'ordine pubblico nelle serate della domenica, quando si svolgevano gli incontri dei Broncos, portò il consiglio di Richmond upon Thames a ordinare nel 1999 lo sfratto del club.
La stagione fu comunque portata a termine allo Stoop, dopodiché i Broncos tornarono al Valley, in coabitazione con i calciatori del Charlton.
Il 1997 era stato anche l'anno in cui lo Stoop aveva visto la sua prima significativa estensione, con la costruzione della East Stand, tribuna da 4200 posti, cui aveva fatto seguito nel 2004 l'inaugurazione di un'ulteriore tribuna coperta da 2300 posti sul lato a nord del campo.
Nel 2005, insieme all'apertura della Lexus Stand, tribuna che portò la capacità totale dell'impianto a 12700 posti, giunsero anche la ridenominazione ufficiale della struttura in Twickenham Stoop Stadium e un rinnovato accordo con i Broncos che entrarono a fare parte della struttura societaria degli Harlequins con il nome di Harlequins Rugby League condividendo il terreno di gioco con i loro colleghi del rugby union.
L'anno seguente lo Stoop ospitò anche la sua prima finale europea, quella di Challenge Cup 2005-06, vinta dall'inglese Gloucester sulla scozzese Edimburgo per 19-13, cui fece seguito quella della stagione successiva in cui la francese Montferrand batté 22-16 gli inglesi del Bath.

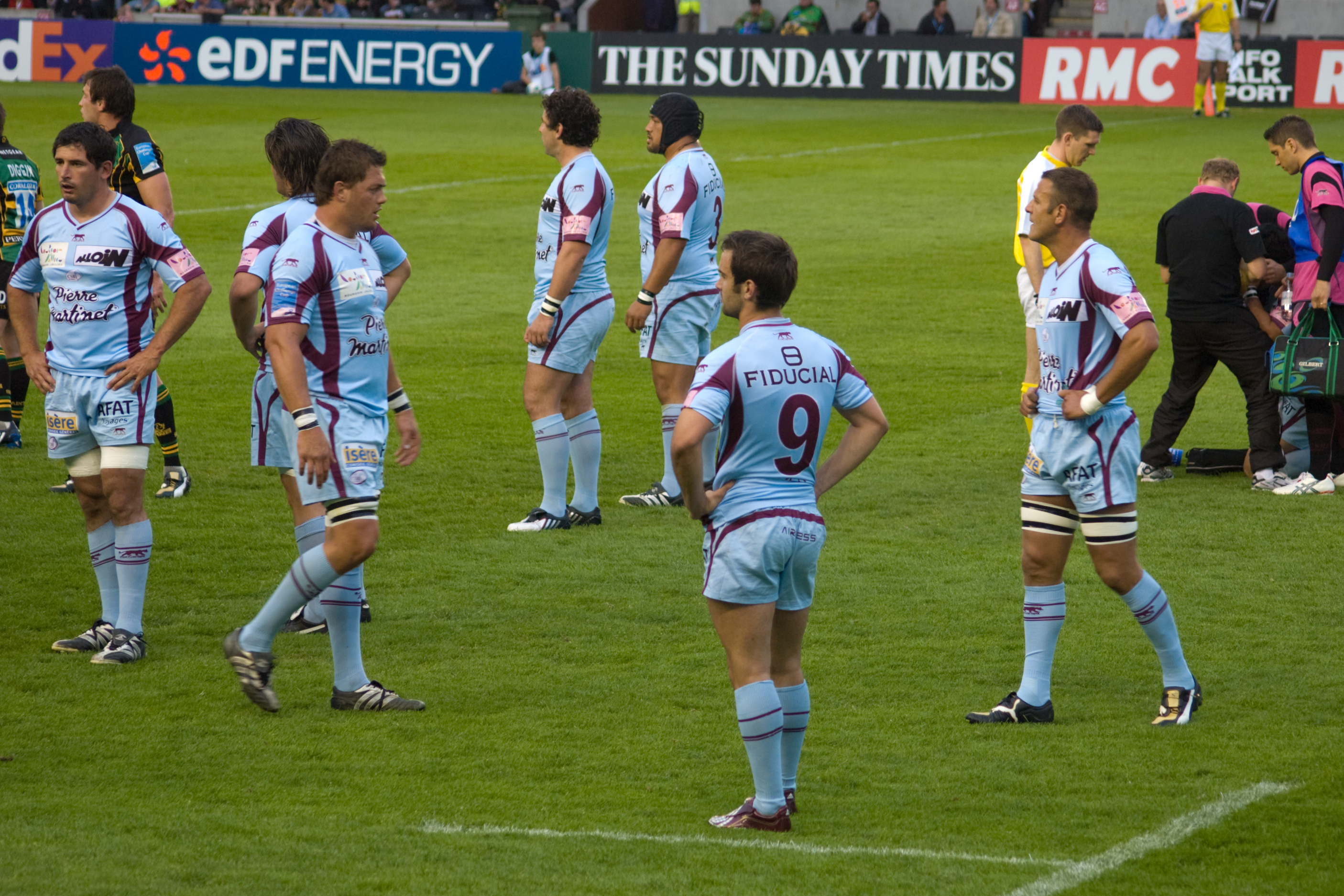
Una fase della finale 2009 di Challenge Cup allo Stoop tra e

Nel 2009 giunse anche il primo incontro internazionale, benché di rugby a XIII, nel corso del Four Nations di quell'anno, un pari 20-20 tra Australia e Nuova Zelanda.
L'anno successivo fu altresì una delle sedi, tra cui della gara di finale, della Coppa del Mondo di rugby femminile 2010 che vide di scena all'ultimo atto le padrone di casa dell'Inghilterra venir sconfitte dalle campionesse uscenti della Nuova Zelanda per 10-13 davanti a più di 13000 spettatori.
Già usato in passato dalla femminile inglese in alcune gare del Sei Nazioni, a partire dalla metà degli duemiladieci lo Stoop è divenuto sede abituale di almeno un incontro delle Red Roses nel torneo, oltre a ospitarne alcuni test match di fine anno.

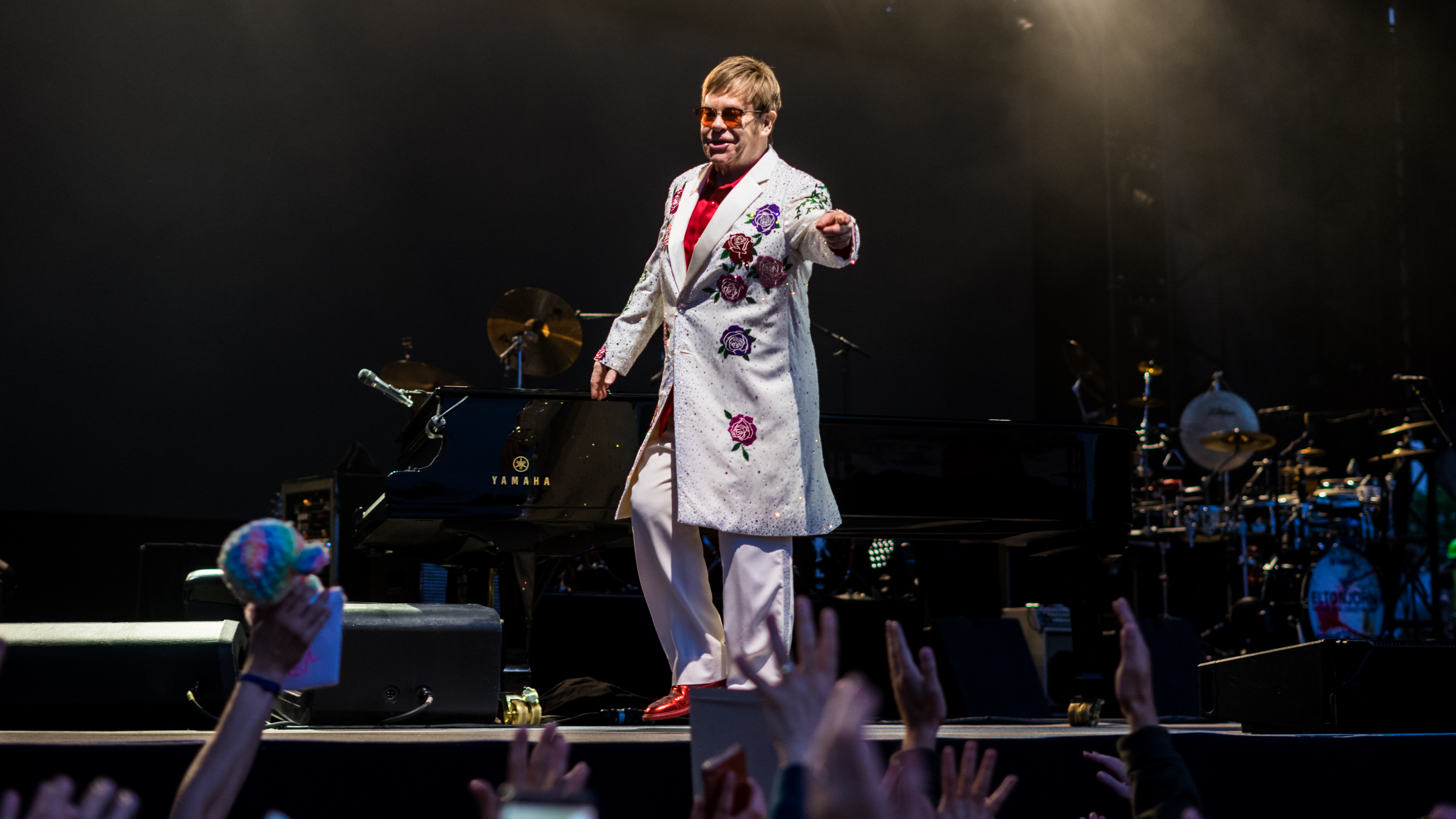
Elton John in concerto nel 2017 allo Stoop

Con la fine del sodalizio tra le due squadre del club, quella di rugby league riprese il nome di London Broncos nel 2013 e al termine della stagione si trasferì, lasciando così l'Harlequin solo usufruttuario del terreno di gioco.
In passato, al di là della partnership con i Broncos, lo Stoop aveva ospitato altri club, anche se solo per una stagione: nel 1998 la neopromossa London Scottish, in cerca di un campo dopo la fine della coabitazione con il Richmond all'Athletic Park e, nella stagione successiva, il London Irish, che aveva inglobato il Richmond e il citato London Scottish rilevandone titolo sportivo e accordo di locazione dello Stoop.
Lo stadio fu testimone di un estemporaneo ritorno del rugby league nel 2024, quando i Broncos ospitarono St. Helen's in Super League, venendone sconfitti 6-52.

### Altri usi
Dopo i lavori di ampliamento e copertura, lo Stoop è divenuto anche luogo idoneo a concerti.
Il primo artista a esibirvisi fu, a giugno 2017, Elton John con il suo Wonderful Crazy Night Tour; poche settimane più tardi furono di scena allo Stoop le Little Mix nel loro Summer Shout Out Tour con l'apertura dell'artista di spalla Ella Eyre.

## Incontri internazionali di rilievo

### Rugby a 13
| Arbitro: | Steve Ganson |

|                                 |      |                             |
| Nuuausala Sa’u Hohaia Pritchard | mt   | B. Morris Thurston C. Smith |
| B. Goodwin (2)                  | c.p. | Thurston (4)                |

### Rugby a 15
| Arbitro: | Sarah Corrigan |

|                  |      |            |
| Hohepa 33’       | mt   | 61’ Barras |
| Brazier 33’      | tr   | 61’ McLean |
| Brazier 56’, 66’ | c.p. | 43’ McLean |